# Sloboda a Solidarita
Sloboda a Solidarita (Kurzbezeichnung: SaS, 2023–2024: SASKA, deutsch: „Freiheit und Solidarität“) ist eine politische Partei in der Slowakei. Mitglieder und Anhänger der Partei werden in der Slowakei als Liberáli (deutsch „die Liberalen“) oder Sulíkovci (nach dem Parteivorsitzenden) bezeichnet. Parteivorsitzender ist seit 2024 Branislav Gröhling.
Von Politikwissenschaftlern wird sie als liberal, rechtsliberal, neoliberal, nationalliberal oder libertär bezeichnet, außerdem wird ihr ein weicher EU-Skeptizismus attestiert.
Sie war von 2010 bis 2012 erstmals an einer Regierung beteiligt. Zwischen der Parlamentswahl 2016 und der Wahl 2020 die größte Oppositionspartei im slowakischen Nationalrat dar. Trotz Verlusten 2020 trat sie in die neu gebildete Mitte-Rechts-Regierung Matovič ein.
Auf europäischer Ebene gehörte die Partei nach ihrer erstmaligen Wahl in das Europäische Parlament im Mai 2014 kurzzeitig der Allianz der Liberalen und Demokraten für Europa (ALDE) an, bevor sie sich im Oktober 2014 der Fraktion der Europäischen Konservativen und Reformer (EKR) anschloss.

## Politische Ausrichtung und Wählerschaft
Laut Marek Rybář (2016) setzte die SaS bei der Europawahl 2009 auf eine libertäre Kampagne und befürwortete Wirtschaftsliberalismus sowie persönliche Freiheit und alternative Lebensstile. Außerdem attestiert Rybář der SaS einen „weichen EU-Skeptizismus“, der sich vom ethnisch-exklusiven der Slovenská národná strana (1990) (Slowakische Nationalpartei) und dem traditionell-konservativen der KDH unterscheide. Der österreichische Wirtschafts- und Politikwissenschaftler Joachim Becker (2018) nennt SaS als eine von drei „neo-nationalistische[n] Parteien“ im slowakischen Parlament (neben SNS und ĽSNS) und zugleich als „extrem neoliberale Partei“, er bezeichnet sie als „jüngere Schwester der tschechischen ODS“. Erika Harris und Karen Henderson (2019) bezeichnen die SaS als „neoliberal“. Marc Stegherr (2018) bezeichnet Parteichef Sulík als „nationalliberale[n] Politiker“. Henning Aubel, Renate Ell und Philip Engler (2024) definieren die Partei als „rechtsliberal“.
Laut der britischen Zeitung The Economist setzt sich SaS für eine sparsame Haushaltspolitik, die Liberalisierung der Drogengesetze und die Einführung der homosexuellen Ehe ein. Sie ist eine EU-kritische Partei und sticht durch eine intensive und offensive Nutzung des Internets (z. B. Wahlkampagnen in sozialen Netzwerken) hervor. Ihr wirtschaftsliberales Profil spiegelt sich unter anderem in der Forderung der Wiedereinführung einer Flat Tax von 19 % sowie im Slogan „weniger Staat – Steuern runter“ wider. Joachim Becker konstatierte 2018 zunehmende Elemente „einer stigmatisierenden Haltung gegenüber Flüchtlingen und Roma“.
Einer Studie zu den Parlamentswahlen 2016 zufolge schneidet die Partei bei Fachkräften, Unternehmern und Gewerbetreibenden überdurchschnittlich stark ab. Keine andere Partei hat einen so hohen Anteil an Hochschulabsolventen unter ihren Wählern. Sie wird etwas stärker von Männern als von Frauen gewählt, die Mehrheit ihrer Wähler gehört der Altersgruppe der 22- bis 40-Jährigen an.

## Referendum 2009
SaS startete 2009 eine Kampagne für ein „Referendum 2009“, das u. a. eine Einschränkung von Privilegien der Politiker vorsah: Begrenzung von Ausgaben für Dienstwagen, Aufhebung der politischen Immunität, Verkleinerung des Parlaments von 150 auf 100 Sitze, Liberalisierung des Rundfunk- und Fernsehmarktes, Abschaffung des seit 2008 im Pressegesetz festgeschriebenen „Rechtes auf Antwort“ für Politiker, Stimmabgabe zur Parlamentswahl per Internet. Die Volksabstimmung sollte auf den Termin der Parlaments- oder der Kommunalwahl 2010 gelegt werden. Nachdem die Partei mehr als die für ein Referendum benötigten 350.000 Unterschriften im Dezember 2009 gesammelt hatte, gab der Vorsitzende Richard Sulík am 12. Februar 2010 bekannt, dass die Partei das Referendum mit der Kommunalwahl im Herbst 2010 verbinden wollte. Der Präsident Ivan Gašparovič legte den Termin des Referendums auf den 18. September 2010 fest. Das Referendum scheiterte schließlich an der niedrigen Wahlbeteiligung von ungefähr 23 %.

## Wahlen und Regierungsbeteiligungen

Das alte Logo der Partei mit dem Kürzel „SaS“ (2009–2023)

Die Partei hat an der Europawahl am 6. Juni 2009 teilgenommen. Sie erreichte 4,79 % der Stimmen, was für einen Sitz im neuen Europaparlament nicht ausreichte. In der slowakischen Parlamentswahl am 12. Juni 2010 erreichte sie als drittstärkste Partei 12,14 % der Stimmen, was 22 Mandate bedeutete. Dazu gerechnet sind vier Abgeordnete für die konservativ-populistische Bewegung Obyčajní ľudia („Gewöhnliche Leute“), die nach Meinungsunterschieden mit SaS im Spätjahr 2011 eigene Partei namens Obyčajní ľudia a nezávislé osobnosti (OĽaNO; „Gewöhnliche Leute und unabhängige Personen“) gründeten. SaS war Koalitionspartner in der Regierung Iveta Radičová, in der die Partei vier Minister und einen stellvertretenden Ministerpräsidenten (Jozef Mihál) stellte. Richard Sulík amtierte in dieser Zeit als Präsident des Nationalrats. Die Ablehnung einer Erweiterung der Europäischen Finanzstabilisierungsfazilität (EFSF) durch SaS führte im Oktober 2011 zum Zerbrechen der Regierungskoalition.
Bei der vorgezogenen Parlamentswahl am 10. März 2012 zog die SaS nun ohne OĽ-Mitglieder mit nur noch 11 Abgeordneten (Stimmanteil: 5,88 %) als kleinste Fraktion ins Parlament ein. Bei der Europawahl 2014 erreichte die SaS 6,66 % der Stimmen. Der Parteivorsitzende Sulik zog als einziger ins Europaparlament ein. Er schloss sich ursprünglich der liberalen ALDE-Fraktion an, wechselte jedoch bereits im Oktober 2014 zur konservativen EU-skeptischen EKR-Fraktion.
Bei der slowakischen Nationalratswahl 2016 verdoppelte SaS ihren Stimmenanteil auf 12,1 % und wurde mit 21 Sitzen zweitstärkste Kraft, wenn auch mit großem Abstand hinter der regierenden Smer. Somit kam ihr die Oppositionsführung gegen die Regierungen Fico III und Pellegrini zu. Bei der Europawahl 2019 konnte SaS die Zahl ihrer Sitze im Europaparlament auf zwei steigern.
Bei der Nationalratswahl 2020 fiel die Partei dagegen auf 6,2 % der Stimmen und 13 Sitze zurück. Sie nimmt an der Mitte-rechts-Koalition mit der Wahlsiegerin OĽaNO unter Igor Matovič sowie Sme rodina und Za ľudí teil. In der Regierung Matovič sind die SaS-Politiker Richard Sulík als stellvertretender Ministerpräsident und Wirtschaftsminister sowie Branislav Gröhling als Minister für Bildung und Wissenschaft vertreten. Außenminister Ivan Korčok ist parteilos, wurde aber von SaS vorgeschlagen.

## Wahlergebnisse im Überblick
| Jahr | Wahl                  | Wähleranteil | Parlamentssitze | Platz | Position              |
| ---- | --------------------- | ------------ | --------------- | ----- | --------------------- |
| 2009 | Europawahl 2009       | 4,7 %        | 0/14            | 7.    | —                     |
| 2010 | Nationalratswahl 2010 | 12,1 %       | 22/150          | 3.    | Regierungsbeteiligung |
| 2012 | Nationalratswahl 2012 | 5,9 %        | 11/150          | 6.    | Opposition            |
| 2014 | Europawahl 2014       | 6,7 %        | 1/14            | 6.    | —                     |
| 2016 | Nationalratswahl 2016 | 12,1 %       | 21/150          | 2.    | Opposition            |
| 2019 | Europawahl 2019       | 9,6 %        | 2/13            | 5.    | —                     |
| 2020 | Nationalratswahl 2020 | 6,2 %        | 13/150          | 6.    | Regierungsbeteiligung |
| 2023 | Nationalratswahl 2023 | 6,3 %        | 11/150          | 6.    | Opposition            |
| 2024 | Europawahl 2024       | 4,9 %        | 0/15            | 6.    | —                     |